# Ōtsuki Bumpei
Ōtsuki Bumpei (japanisch 大槻 文平; geboren 27. September 1903 in Marumori (Präfektur Miyagi); gestorben 9. August 1992) war ein japanischer Unternehmer, der für den Konzern Mitsubishi arbeitete.

## Leben und Wirken
Ōtsuki Bumpei besuchte die Schule in Kakuda (Präfektur Miyagi), lebte dann kurz in Yanagawa. 1928 schloss er sein Studium an der Juristischen Fakultät der Universität Tokio ab. Er trat in das Unternehmen „Mitsubishi Mining“ (三菱鉱業, Mitsubishi Kōgyō) ein und bearbeitete das Feld Arbeiter und Angestellte.
Nach dem Zweiten Weltkrieg, als die Energiequelle von Kohle auf Erdöl umgestellt wurde, wurden die Kohlebergwerke aufgelöst und die Zahl der Arbeiter drastisch reduziert. Ōtsuki wurde daher „Hitokiri Bumpei“ (人切り文平) – „Menschen vernichtender Bumpei“ genannt. Er gründete „Mitsubishi Cement“ (三菱セメント) – später aufgeteilt in „Mitsubishi Mining Cement“ (三菱鉱業セメント) und „Mitsubishi Materials“ (三菱マテリアル) und übernahm die Position des Präsidenten. Er wurde schließlich gelobt für seine Managementfähigkeiten bei der Umwandlung einer rückläufigen Branche in eine wachsende Branche.
1962 war Ōtsuki Vorsitzender des „Temporären Rates zur Förderung der Verwaltungsreform“ (臨時行政改革推進審議会, Rinji gyōsei kaikaku suishin shingikai). Ab 1979 war er acht Jahre lang Vorsitzender des „Japanischen Arbeitgeberverbands“ (日本経営者団体連盟, Nihin keieisha dantai remmei).Obwohl er von führenden Vertretern der Geschäftswelt kritisiert wurde, gelang es ihm, Lohnerhöhungen einzudämmen. Er ist auch als eine Person bekannt, die an seiner Einstellung des „Humble Life“ festhielt. Kikawada Kazutaka, ebenfalls als erfolgreicher Unternehmer bekannt, wuchs ebenfalls in Yanagawa auf.
Ōtsuki ist Ehrenbürger der Präfektur Miyagi. Er hinterließ die Autobiografie „Watakushi no Mitsubishi Shōwa-shi“ (私の三菱昭和史) – „Meine Mitsubishi-Geschichte der Shōwa-Zeit“.

## Einzelnachweis
1. ↑  Ōtsuki Bumpei in biz-history, japanisch.